# 西汉长沙王后渔阳墓
西汉长沙王后渔阳墓是西汉前期吴氏长沙國王后渔阳的墓葬，它位於湘江西岸望城坡古坟垸。它坐落在海拔71.2米的山丘上，占地20余亩，面积达1万多平方米。它由一座主墓和3座陪葬坑构成。主墓居中。主墓为一帶有斜坡式墓道的竖穴墓，由封土、墓道、墓坑和墓室四部分组成。从封土顶到墓坑底深约16米，主墓全长（含墓道）37米。墓坑深10米，封土堆厚5米。主墓分内外二层椁室，内置棺柩。外椁长7.48米，宽5.8米，高2.68米。椁外四周用480余根短木枋凑成八层环绕。3座陪葬坑为庖厨坑、车马坑、陶牲俑坑，分别埋葬日用陶器和陶礼器、车马器和100件陶牲俑。

## 文物
該墓出土的金、玉、铁、漆、玛瑙、竹、木、耳杯、丝织品及陶器等各类文物总数超过5000件。其中有印有篆书「长沙后府」四字的封泥匣。许多漆器上刻写有文字「渔阳」。墓中還出土了21件古乐器：瑟、筑（五弦筑）、筝、排箫、编磐。另外還有一塊长方形薄板（楬），上面寫有「陛下所以赠物：青璧三、绀缯十一匹，薰缯九匹」。

## 歷史
1993年7月，长沙市文物工作队在古坟垸发掘了渔阳墓。该墓历史上三次被盗（漢朝兩次、唐朝一次）。国家文物局公布西汉长沙王后渔阳墓为1994年度全国十大考古新发现之一。1993年被列为長沙市级文物保护单位，1996年被公佈為湖南省級文物保護單位。墓坑四周的六亩土地被划出做永久性保护、当地政府对墓坑进行了保护、加固。